# Рок-н-ролл надувает наши паруса
«Рок-н-ролл надувает наши паруса» — песня российской рок-группы «Тринадцатое Созвездие», записанная в 2004 году. Помимо музыкантов самой группы, в записи песни приняли участие вокалисты из множества других музыкальных коллективов: Дмитрий Спирин («Тараканы!»), Александр Чернецкий («Разные люди»), Валерий Скородед («Монгол Шуудан»), Вадим Степанцов («Бахыт-Компот»), Ксения Сидорина (Lady-F, «Элизиум»), Дан Раковский («Вольф Ганг»). Партию ударных для песни записал Дмитрий Хакимов («НАИВ»), а соло на губной гармошке Владимир Кожекин.
Впервые песня «Рок-н-ролл надувает наши паруса» была выпущена 20 марта 2004 года на одноимённом сборнике. В 2005 году песня была включена в альбом «А на нашей улице весна!» группы «Тринадцатое Созвездие». На песню был снят клип, в создании которого приняли участие те же музыканты, что участвовали в её записи. В 2007 году группа «Тринадцатое Созвездие» (временно сменившая название на «Sozvezdие») выпустила альбом «Принцип жёсткой нарезки», где присутствует новая версия песни без гостевого участия.

## История записи песни
Песня «Рок-н-ролл надувает наши паруса» — одна из тех композиций в репертуаре группы «Тринадцатое Созвездие», к авторству которых лидер группы Дмитрий Судзиловский отношения не имеет. Текст песни был написан гитаристом «Тринадцатого Созвездия» Сергеем «Пупком» Дидяевым. Музыку же написал экс-участник коллектива — Сергей «Барсик» Шумов. Слова песни появились раньше, и музыку для них Сергей Дидяев предлагал написать всем действующим на тот момент участникам группы, однако ни у кого не выходило достойной версии. Причём музыка Сергея Шумова автору текста не понравилась сразу же: по словам Дидяева, в исполнении Барсика она звучала как «заунывный похоронный марш». Но, в отличие от Дидяева, Дмитрий Судзиловский увидел в ней будущий хит: «Я сразу понял, что песню просто необходимо играть быстрее, раза в два. Ну, и петь в другом настроении, конечно».
В момент, когда «Тринадцатое Созвездие» приступило к записи этой песни на студии, у группы возникли проблемы с барабанщиком. Гарик Коваленко покинул коллектив, а новый барабанщик ещё не был найден. И тогда Дмитрий Судзиловский пригласил прописать на записи ударные барабанщика группы «НАИВ» — Дмитрия «Снейка» Хакимова. Именно с его участия и появилась идея сделать из этой песни некий джем-сейшн. «Мне давно хотелось записать некий джем. Пригласить друзей, что бы они попели со мной на студии. Но только песни подходящей не находилось. А в этой песни я услышал сразу такой потенциал» (Дмитрий Судзиловский). Так в студии в качестве приглашённых вокалистов оказались: Дмитрий Спирин («Тараканы!»), Александр Чернецкий («Разные люди»), Валерий Скородед («Монгол Шуудан»), Вадим Степанцов («Бахыт-Компот»), Ксения Сидорина (Lady-F, «Элизиум»), Дан Раковский («Вольф Ганг»). Владимиру «ВоФке» Кожекину было доверено соло на губной гармошке.
Сюжет песни «Рок-н-ролл надувает наши паруса» рассказывает о том, как измученный бытом и семейными проблемами главный герой убежал из дома и улетел от всего этого на летучем корабле, паруса которого надувает рок-н-ролл. Музыканты группы «Тринадцатое Созвездие» уверены в том, что автор текста Сергей «Пупок» Дидяев посвятил эту песню своей жене (которую он называет «Гаргоночка»), но сам Сергей отрицает это.

Автор этой песни — Пупок (Сергей Дидяев). Он утверждает, что ни одной из своих песен не написал про свою жену, мы же считаем, что все его песни про его жену. Серёга — он сказочник, всю жизнь пишет сказки, в прозе и в стихах. Каждый год ставит как сценарист-режиссёр новогодние ёлки, последние два года — у Саши «Хирурга» в байк-центре. Если есть в песне Конёк-Горбунок, Лукоморье, летучий корабль — значит, эту песню Пупок написал. И вот, родилась такая история: быт заел человека, и улетел он на сказочном корабле.
— Дмитрий Судзиловский

## Сборник
«Рок-н-ролл надувает наши паруса» — музыкальный сборник, выпущенный лейблом «АиБ Records» 20 марта 2004 года.
Сборник включает в себя песни различных российских рок-исполнителей — включая тех, что участвовали в записи заглавной композиции «Рок-н-ролл надувает наши паруса» группы «Тринадцатое Созвездие». По аналогии с сюжетом этой песни, который рассказывает о человеке, сбежавшем от бремени быта на летучем корабле, все песни сборника связаны между собой звуковыми фрагментами из мультфильма «Летучий корабль».
Презентация сборника «Рок-н-ролл надувает наши паруса», выпущенного на компакт-дисках и аудиокассетах, проходила 15 мая 2004 в московском клубе Roxy. Несколько тысяч дисков, оставшихся от тиража сборника, были раздарены посетителям второго «АиБ Фестиваля» в 2006 году.
| №   | Название                                      | Исполнитель                              | Длительность |
| --- | --------------------------------------------- | ---------------------------------------- | ------------ |
| 1.  | «Рок-н-ролл надувает наши паруса»             | Тринадцатое Созвездие & другие           | 3:59         |
| 2.  | «Громче»                                      | Тараканы!                                | 0:52         |
| 3.  | «Беспечный ковбой»                            | Разные люди                              | 3:41         |
| 4.  | «А на нашей улице весна!»                     | Тринадцатое Созвездие                    | 4:13         |
| 5.  | «Дождь»                                       | Ксения Сидорина & Элизиум                | 2:56         |
| 6.  | «В стакане молока»                            | Андрей Селиванов & Тринадцатое Созвездие | 3:43         |
| 7.  | «Лизавета»                                    | Монгол Шуудан                            | 2:57         |
| 8.  | «Наше богатство»                              | Вадим Степанцов & Бедлам-Капелла         | 5:38         |
| 9.  | «Старый клён»                                 | Лосьон                                   | 3:32         |
| 10. | «Guten Tag»                                   | Ксения Сидорина & Lady-F                 | 2:45         |
| 11. | «Метель»                                      | Дан Раковский & Вольф Ганг               | 4:36         |
| 12. | «Рок-н-ролл мёртв»                            | НАИВ                                     | 2:36         |
| 13. | «Времечко»                                    | Разные люди                              | 4:13         |
| 14. | «Последняя песня об этом»                     | Тараканы!                                | 3:36         |
| 15. | «Рок-н-ролл надувает наши паруса» («ещё раз») | Тринадцатое Созвездие & другие           | 3:54         |

## Песня на других релизах
Кроме одноимённого сборника, песня «Рок-н-ролл надувает наши паруса» позже появилась в студийном альбоме группы «Тринадцатое Созвездие» — «А на нашей улице весна!» (2005, «АиБ Records»). Также песня входит в сборник «Лови настроение рок-н-ролл» (2007, «Никитин»). В 2007 году группа «Тринадцатое Созвездие» (временно сменившая название на «Sozvezdие») выпустила альбом «Принцип жёсткой нарезки» (A-One Records), где присутствует новая версия песни «Рок-н-ролл надувает наши паруса», без гостевого участия.

Сказочная история об улетевшем на летучем корабле человеке, который решил вырваться из лап бытовухи, была ранее рассказана с привлечением большого количества гостей. По заявкам радиослушателей и телезрителей мы повторяем эту историю, но без привлечения гостей, дабы их присутствие не отвлекало от сюжета сказки.
— «Sozvezdие»

## Музыкальный клип

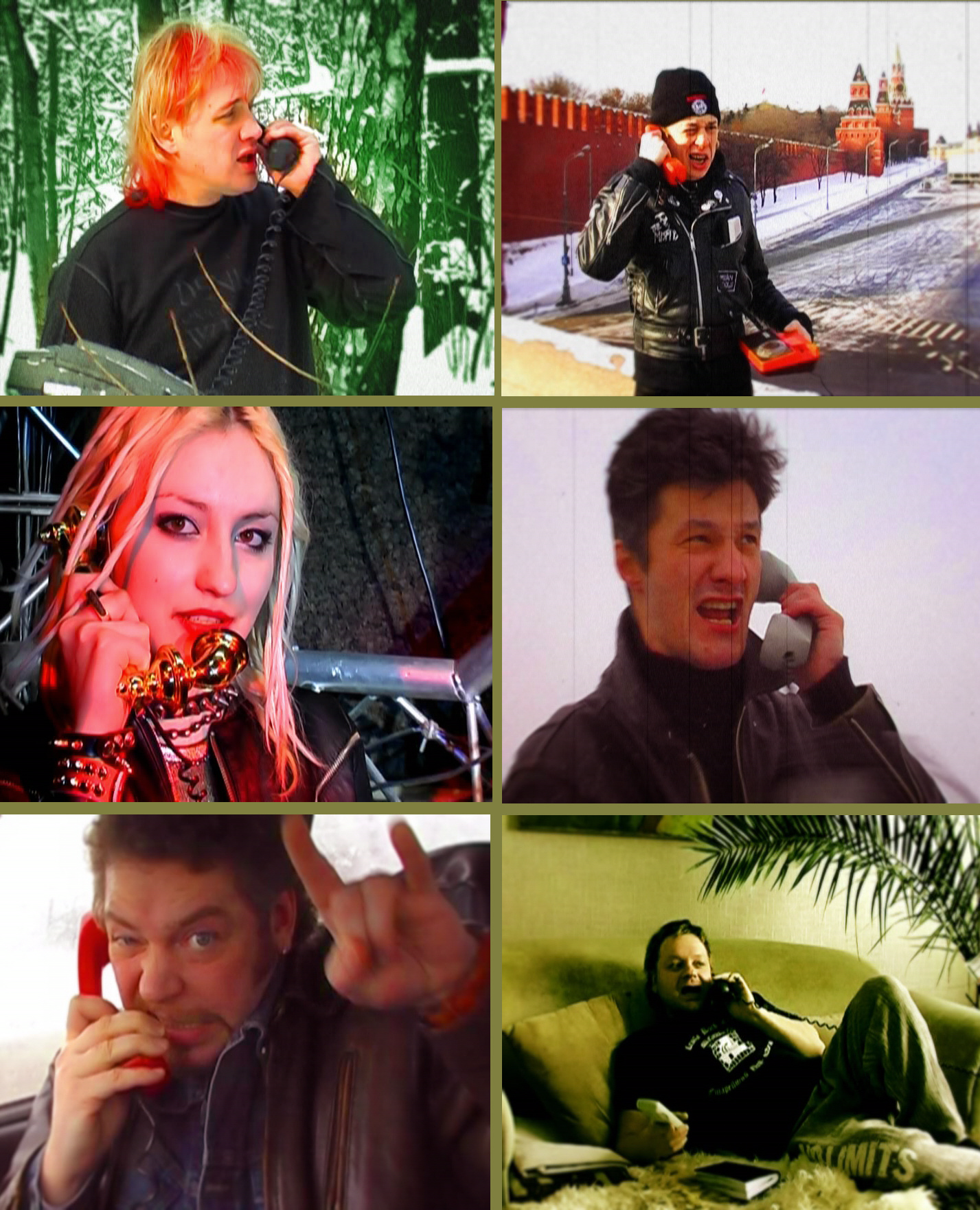
Кадры из клипа

Премьера музыкального клипа на песню «Рок-н-ролл надувает наши паруса» состоялась 23 марта 2005 года, на концерте-презентации альбома «А на нашей улице весна!» группы Тринадцатое Созвездие. Лидер группы Дмитрий «Судзуки» Судзиловский выступил одновременно сценаристом, режиссёром и оператором клипа. Окончательной доработкой клипа занимался Виталий Мухаметзянов (студия «Муха», Уфа).
В съёмках музыкального клипа «Рок-н-ролл надувает наши паруса» приняли участие те же артисты и музыканты, что участвовали в записи песни, а также музыканты группы Тринадцатое Созвездие: Дмитрий «Судзуки» Судзиловский, Дмитрий «Менделеич» Стукалов, Иван Тимошенко и Сергей «Пупок» Дидяев. Клип показывает, как музыканты рассказывают друг другу сказочную историю из текста песни, разговаривая по телефонам образца 70-х—80-х годов XX века с дисковым набором. При этом музыканты находятся в самых разнообразных местах, где подобные аппараты просто не могли оказаться: Александр Чернецкий — на набережной Невы, Дмитрий Спирин — на мосту напротив Красной площади, Ксения Сидорина — в магазине светоаппаратуры, Валерий Скородед — в двигающейся по МКАД машине, Вадим Степанцов — дома на диване, Дмитрий Хакимов — в клубе. Сама группа «Тринадцатое Созвездие» исполняет музыку в заснеженном лесу. По словам интернет-проекта KM.RU, Дмитрий Судзиловский воплотил в клипе редкую идею для отечественного видео того времени — устроить настоящий хэппенинг с участием известных рок-музыкантов, записавшихся на одном альбоме.
Дмитрий Судзиловский объясняет контраст сюжетов песни и видеоклипа концепцией альбома «А на нашей улице весна!»: «Начнут петь грачи, и придёт любовь; в самом альбоме много весеннего настроения и неоромантики, в отличие от предыдущих, куда более тяжёлых наших работ, поэтому настроение клипа диктуется этими вещами, нежели непростой — скорее, философской — фабулой самой песни». Идея с телефонами пришла Дмитрию спонтанно, когда у Александра Чернецкого, которого снимали в клипе первым, не оказалось другого телефона. Чтобы довести ситуацию до абсурда, клип начинается с того, как Дмитрий Судзиловский раскапывает в заснеженном лесу факс-аппарат и делает первый звонок с него. Сцена с Даном Раковским снималась в московском парке «Сокольники», где он переходит в Лосиный Остров. Проезжавшая мимо патрульная милицейская машина поначалу заподозрила, что вместо съёмки клипа люди занимаются незаконной вырубкой деревьев. Когда же милиционеры нашли на «месте преступления» факс-аппарат, их удивлению не было предела.
Музыкальный клип «Рок-н-ролл надувает наши паруса» долгое время находился в плотной ротации на телеканалах О2ТВ, A-ONE, Music Box, а также на телеканале «Муз-ТВ» в программе «Рок-чарт».